# Caniapiscau (regionalna gmina hrabstwa)
Caniapiscau – regionalna gmina hrabstwa (MRC) w regionie administracyjnym Côte-Nord prowincji Quebec, w Kanadzie. Stolicą jest miasto Fermont. Składa się z 6 gmin: 2 miast i 4 terytoriów niezorganizowanych.
Caniapiscau ma 4 260 mieszkańców. Język francuski jest językiem ojczystym dla 71,0%, innu-aimun dla 13,2%, a angielski dla 1,5% mieszkańców (2011).